# Église de l'Assomption de Palinges
L'église de l'Assomption de Palinges est une église située sur le territoire de la commune de Palinges dans le département français de Saône-et-Loire et la région Bourgogne-Franche-Comté.

## Historique
Elle fait l'objet d'une inscription au titre des monuments historiques depuis le 19 novembre 1976.

## Description
L'église possède un clocher de forme octogonale.